# Árvore genealógica da Casa de Abrantes
Árvore genealógica da linhagem da Casa de Abrantes desde a sua instituição no século XIV (primeiro como alcaides-Môr de Abrantes e logo depois -1476- como Condes de Abrantes), até ao presente.

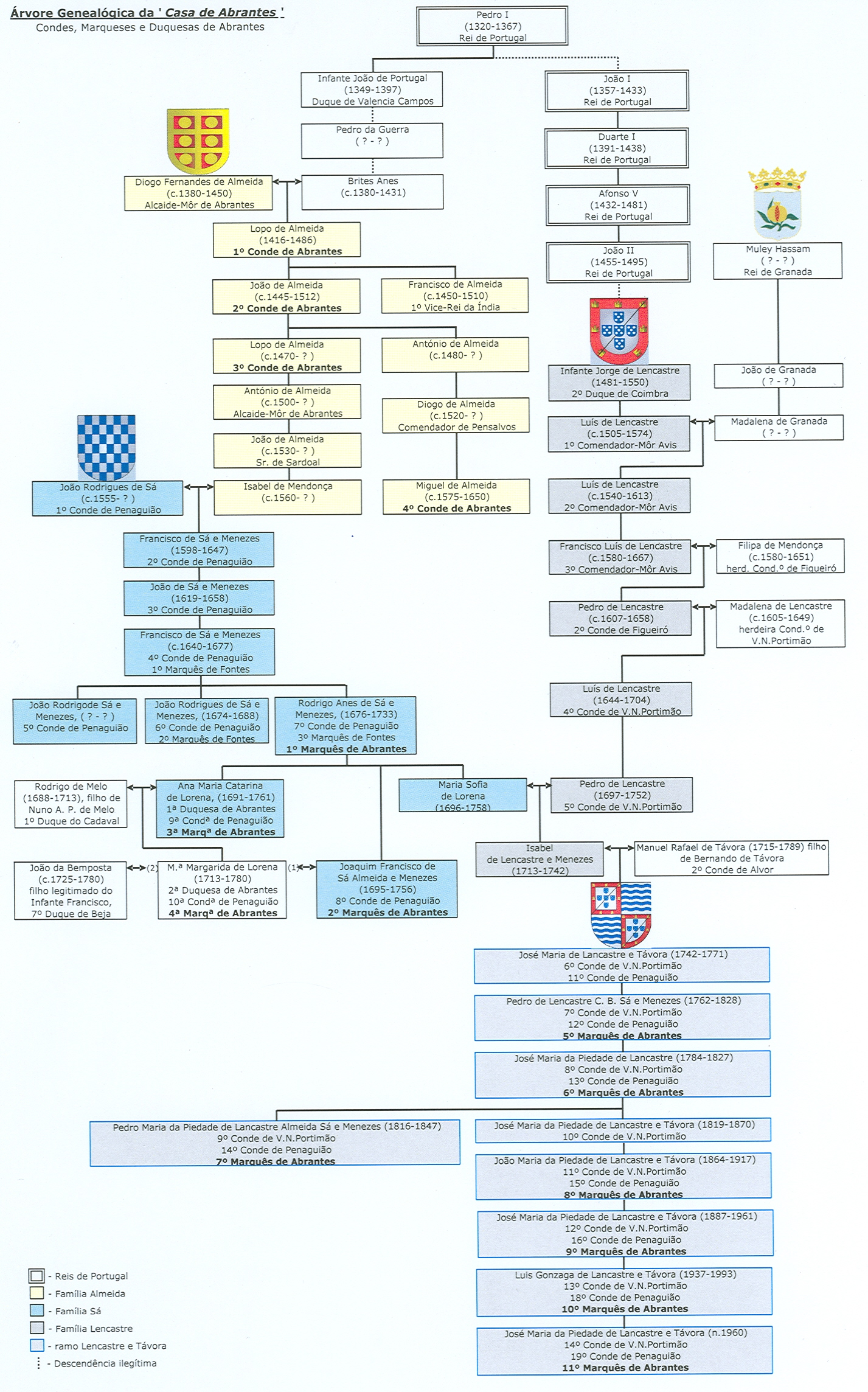